# Solanum palustre
Solanum palustre là loài thực vật có hoa trong họ Cà. Loài này được Poepp. ex Schltr. miêu tả khoa học đầu tiên năm 1841.